# 펜실베이니아 철도

펜실베이니아 철도(영어: Pennsylvania Railroad)는 1846년에 설립되었던 미국의 일급 철도이다. 본사는 필라델피아에 두고 있었으며, 일반적으로 펜시(Pennsy)라고 부른다. 1968년, 펜실베니아 철도와 뉴욕 센트럴 철도가 합병하여 펜 센트럴 철도가 발족하였다.

## 같이 보기
- 콘레일
- 모노폴리 (게임)
- 뉴욕 센트럴 철도
- 노퍽 서던 철도
- 펜실베이니아역